# 沢岻
沢岻（たくし）は沖縄県浦添市の地名。郵便番号901-2112。

## 地理
浦添市南部の高台、沢岻川（安謝川支流）左岸に位置し、北から沢岻（44ヘクタール、周長3.5キロメートル）、沢岻一丁目（23ヘクタール、周長2.7キロメートル）、沢岻二丁目（19ヘクタール、周長3.1キロメートル）に分かれる。沢岻一丁目には標高88.9メートルの三角点がある。東を経塚、北を大平、西を内間に接する。

## 歴史
現在の沢岻は旧来、沢岻村の一部であった。沢岻村は上沢岻村と呉屋村の合併によって成立した村であり、その名称は1463年に尚徳王がスマトラ島の王に対して提出した照会文書にある「達古是」と関係する可能性がある。1621年の『尚恭浦添王子朝良宛知行目録』には「度支村」と記されている。近代には中頭郡浦添村の一部となり、同村の市制施行に伴い浦添市に属した。令和5年台風第6号により2023年8月1日、当地の擁壁が幅15メートル、延長20メートルに及ぶ土砂崩れを起こしたが、負傷者はなかった。

## 人口統計
2024年1月31日現在の推計人口は以下の通り。
| 区分       | 男性         | 女性         | 合計         | 世帯数 | 高齢化率（%、括弧内は最高齢者の年齢・性別） |
| ---------- | ------------ | ------------ | ------------ | ------ | ------------------------------------------- |
| 沢岻       | 558 (40.37)  | 580 (40.93)  | 1138 (40.66) | 462    | 17.7 (104歳女性)                            |
| 沢岻一丁目 | 1167 (41.24) | 1198 (44.03) | 2365 (42.65) | 1021   | 20.7 (101歳男性)                            |
| 沢岻二丁目 | 594 (41.17)  | 651 (43.78)  | 1245 (42.54) | 555    | 22.0 (98歳女性)                             |

## 教育
小学校は沢岻509番地から563番地と645番地から695番地1、沢岻二丁目18番から23番が浦添市立内間小学校の学区、それ以外は浦添市立沢岻小学校の学区となっている。ただし、内間小学校区でも沢岻小学校を選択することができ、沢岻小学校区の沢岻1385番地と1386番地と1414番地と1429番地と1468番地、沢岻一丁目49番、沢岻二丁目16番から17番では内間小学校を選択することができる。中学校は全域が浦添市立神森中学校の学区である。

## 交通

### 道路
沢岻二丁目と内間二丁目・沢岻と内間一丁目の境界を国道330号が南北に通る。

### 鉄道
域内に鉄道駅は存在しない。最寄り駅は沖縄都市モノレール沖縄都市モノレール線の古島駅である。